# Stadła
Stadła (bis 1964 Stadło, deutsch Stadlau) ist eine Ortschaft mit einem Schulzenamt der Gemeinde Podegrodzie im Powiat Nowosądecki der Woiwodschaft Kleinpolen in Polen.

## Geographie
Der Ort liegt am linken Ufer des Flusses Dunajec im Sandezer Becken.
Das Dorf hat eine Fläche von 367 ha (5,6 % der Landgemeinde).
Die Nachbarorte sind Gostwica und Brzezna im Norden, die Stadt Stary Sącz (Alt Sandez) im Südosten, Podegrodzie im Südwesten.

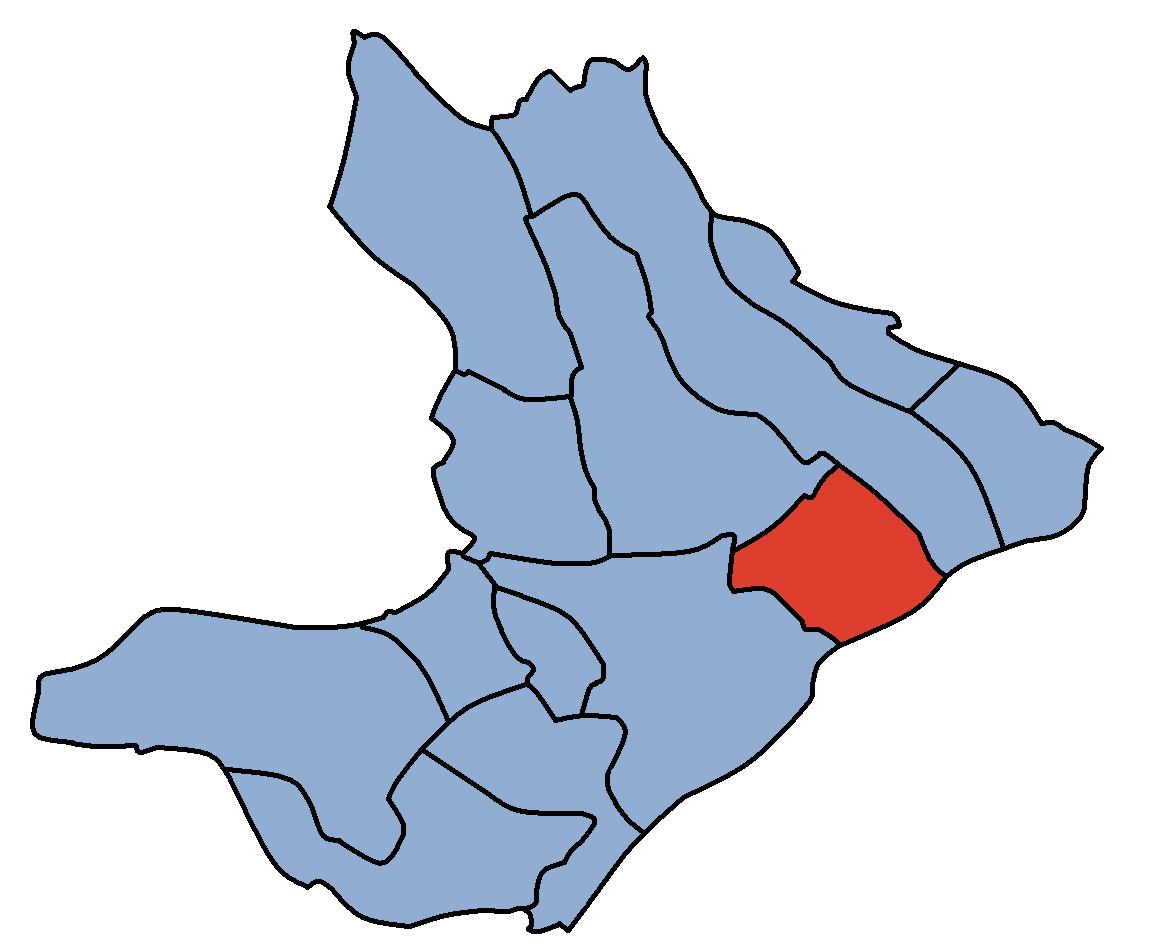
Das Dorf in der Gemeinde

## Geschichte
Der Ort wurde im frühen 15. Jahrhundert als Stadla erstmals urkundlich erwähnt. Der Name ist unklarer Herkunft aber ist wahrscheinlich vom Wort stadło (Herde (polnisch stado), ein Paar, Weibchen mit Männchen) abgeleitet. Stadło kam erst im 19. Jahrhundert in Gebrauch. Das Dorf gehörte ursprünglich zu den Klarissen in Stary Sącz.
Bei der Ersten Teilung Polens kam Stadła 1772 zum neuen Königreich Galizien und Lodomerien des habsburgischen Kaiserreichs (ab 1804).

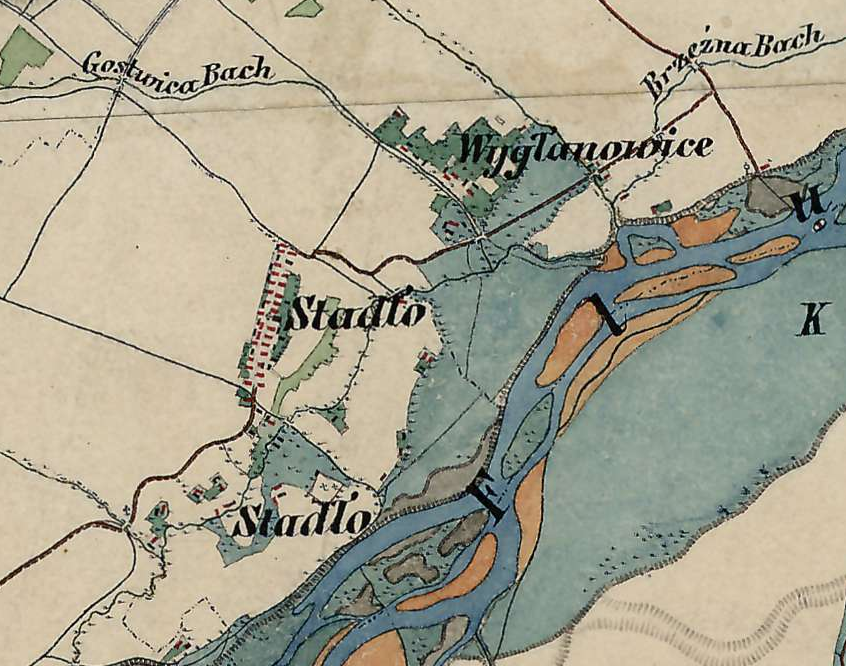
Stadło auf der Franziszeischen Landesaufnahme um die Mitte des 19. Jahrhunderts, das Altdorf, die josephinische Kolonie und der Weiler Wyglanowice

Im Jahre 1788 wurden dort im Zug der Josephinischen Kolonisation deutsche Lutheraner angesiedelt. Diese Kolonie rechnete ursprünglich 20 Familien aus der Pfalz und Nassau. Im Jahre 1806 bauten sie ein Bethaus. Die Gemeinde gehörte zur Evangelischen Superintendentur A. B. Galizien. Diese Pfarrgemeinde umfasste außer Stadło auch Podrzecze, Świniarsko, Świerkla, Mokra Wieś, Juraszowa, Naszacowice, Stary Sącz, Barcice, Rytro, Gołkowice (ab 1850 Sitz einer Filialgemeinde), Gaboń, Olszanka, Skrudzina und Kadcza. Die Gemeinde zählte im Jahre 1875 834 Seelen (darunter 87 in Stadło). Die Kolonisten hatten seit 1878 eine deutsche Schule, nach 1889 mit einem neuen Gebäude. Bis Ende des 19. Jahrhunderts wurden sie zum größten Teil polonisiert. Im Jahr 1900 hatte das Dorf 401 Einwohner, davon waren 399 polnischsprachig, 2 deutschsprachig, 225 waren römisch-katholisch, es gab 23 Juden und 153 anderen Glaubens (überwiegend evangelisch).
1918, nach dem Ende des Ersten Weltkriegs und dem Zusammenbruch der k.u.k. Monarchie, kam Stadła zu Polen. Im Jahr 1921 gab es in der Volkszählung in Stadło neben 337 Römisch-Katholiken und 16 Juden auch 105 Lutheranen, aber nur 2 Personen, die deutsche Nationalität angaben. Unterbrochen wurde dies durch die Besetzung Polens durch die Wehrmacht im Zweiten Weltkrieg, währenddessen es zum Distrikt Krakau im Generalgouvernement gehörte. Im Sommer des Jahres 1944 wurden die verbliebenen Deutschen evakuiert, darunter auch die Mehrheit der polonisierten Protestanten. Die evangelische Gemeinde wurde mit Nowy Sącz/Neu Sandez vereinigt und hat heute nur um 80 Mitglieder. Das ehemalige evangelische Bethaus wurde nach dem Zweiten Weltkrieg nach Świniarsko versetzt, seit 2003 ist es im Freilichtmuseum in Falkowa, die Abteilung der josephinischen Kolonisten.
Von 1975 bis 1998 gehörte Stadła zur Woiwodschaft Nowy Sącz.

## Sehenswürdigkeiten
- Evangelischer Friedhof (auf ihm wurden in den Jahren 1783–1945 etwa 1000 Tote begraben)
- deutsche Kolonistenhäuser (frühes 19. Jahrhundert)

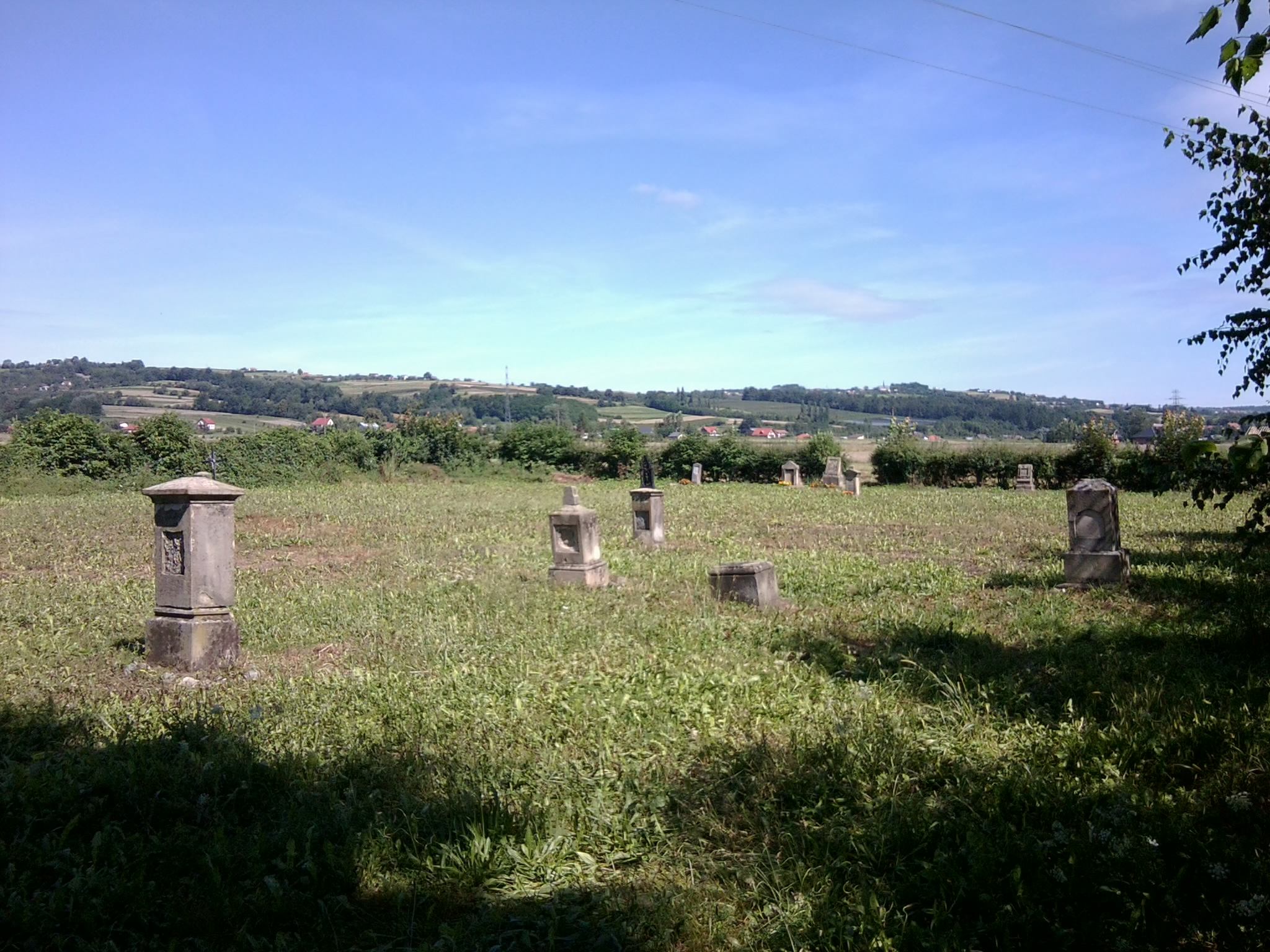
Evangelischer Friedhof
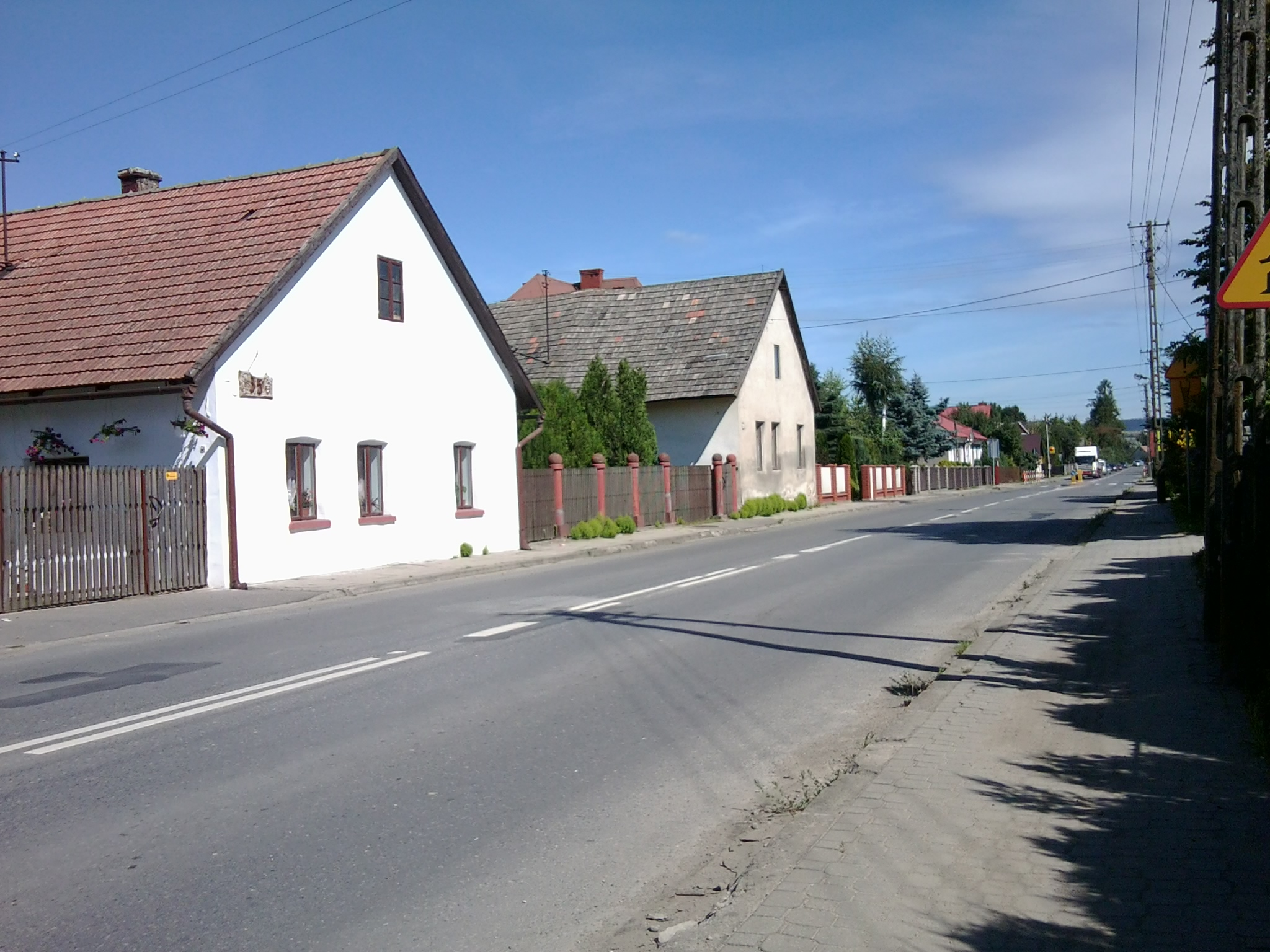
Ehemalige Häuser der deutschen Kolonisten